# کومب
کومب (انگلیسی: Combe) شرکت لوازم آرایشی آمریکایی است، که در سال ۱۹۴۹ توسط ایوان کومب تأسیس شد.